# Эдкинс, Скотт
Скотт Эдвард Эдкинс (англ. Scott Edward Adkins; род. 17 июня 1976, Саттон-Колдфилд, Уэст-Мидлендс, Англия) — английский актёр кино и телевидения, продюсер, сценарист и мастер боевых искусств.
Наиболее известен по американским малобюджетным боевикам «Неоспоримый 2» (2006), «Неоспоримый 3» (2010) и «Неоспоримый 4» (2017), в которых сыграл тюремного бойца по имени Юрий Бойка, чей внешний образ, по признанию Эдкинса, был скопирован с настоящего, американского бойца Чака Лидделла, а голос — с полковника Алексея Зайсена (в дубляже — Зайцева) из боевика «Рэмбо III» (1988) в исполнении Марка де Йонге. Все 3 фильма с Юрием Бойкой созданы при участии режиссёра Айзека Флорентайна, который внёс фундаментальный вклад в зарождение и расцвет карьеры Эдкинса в кино категории B. Их первой совместной работой стала низкобюджетная военная лента «Американский спецназ» (2003), где Эдкинс исполнил второстепенную роль, после которой Флорентайн убедил продюсеров утвердить Эдкинса на его первую роль центрального антагониста во втором фильме серии «Неоспоримый», а затем на его первую роль главного протагониста в ленте «Ниндзя» (2009), что в итоге переросло в их длительное сотрудничество, продлившееся вплоть до 2020 года («Заложник»). Помимо работы с Флорентайном, Эдкинс исполнил главные роли во множестве других боевиков категории B, в том числе в кинокомиксе «Несчастный случай» (2018), где он впервые выступил в качестве полноценного продюсера и соавтора сюжета со сценарием, а также его более комедийном продолжении «Несчастный случай: Отпуск хитмана» (2022), в котором, помимо исполнения обязанностей продюсера и соавтора сюжета, он дебютировал в качестве постановщика боевых сцен.
Хотя роли главных героев Эдкинс исполняет исключительно в малобюджетном и малоизвестном кино, не имеющем масштабной рекламной кампании и предназначенном для выпуска прямо в видеопрокат, он снялся в главной отрицательной роли в трёх кинотеатральных проектах, таких как кассово провальный фэнтезийный фильм «Геракл: Начало легенды» (2014) производства США, а также два кассово успешных фильма азиатского производства — военный боевик «Война волков» (2015) и псевдобиографический фильм о боевых искусствах «Ип Ман 4: Финал» (2019). Кроме того, Эдкинс появлялся в менее весомых по экранному времени ролях в нескольких других крупных проектах, одними из наиболее примечательных из которых являются американские боевики «Джон Уик 4» (2023), где он с помощью утолщающего костюма и пластического грима воплотил одного из антагонистов, и «Неудержимые 2» (2012), ставший для Эдкинса четвёртой совместной работой с Жан-Клодом Ван Даммом, которого он открыто называет своим кумиром, вдохновившем его на занятие боевыми искусствами и работу в киноиндустрии. По собственному признанию, Эдкинс был буквально одержим им в возрасте с 12 до 18 лет и большего поклонника Ван Дамма, чем он, было просто не найти.
Несмотря на эффектный и утрированный образ непобедимого экранного бойца, который сформировался об Эдкинсе благодаря грозной и устрашающей подаче его персонажа по имени Юрий Бойка, называющего себя «самым совершенным бойцом в мире» в киносерии «Неоспоримый», а также благодаря распространению всевозможных заблуждений и фанатских домыслов о спортивных заслугах Эдкинса, в действительности он ни разу не упоминал о своём участии в каких-либо реальных соревнованиях даже на детско-юношеском уровне, а его достижения и степени его мастерства в боевых единоборствах крайне преувеличены и относительно скромны на фоне кинобойцов с менее воспетыми и растиражированными именами, таких как Брен Фостер и Ален Мусси. В интервью изданию Martial Arts Action Cinema в августе 2020 года он назвал «невероятной ложью» все слухи о якобы наличии у него многочисленных спортивных заслуг, в особенности о якобы имеющихся у него чёрных поясах в нескольких дисциплинах, хоть и признал, что эти домыслы тешат его самолюбие и развеивает он их с неохотой. Единственным имеющемся у него поясом относительно высокого уровня, чей вид единоборств соответствует общепринятой легитимной системе присвоения поясов, Эдкинс в этом интервью называет красный пояс по тхэквондо от Ассоциации тхэквондо Великобритании (англ. Taekwondo Association of Great Britain), которым он начал заниматься с 14 лет. В этом же интервью он также упоминает о наличии у него некоего чёрного пояса по кикбоксингу, однако практика присвоения поясов в данном виде единоборств носит специфический, ограниченный и символический характер, не имея чёткой общепринятой легитимности и регламентированности.

## Биография
Скотт Эдкинс родился 17 июня 1976 года в Саттон-Колдфилд, Англия, в семье, члены которой в течение нескольких поколений были мясниками. Вместе со своим старшим братом Крейгом он был воспитан родителями — Джоном и Джанет Эдкинс — в любящей семье среднего класса. После поступления в родном городе в Среднюю школу епископа Веси он был далеко не лучшим учеником в ней — по ночам, когда родители засыпали, он спускался по лестнице и смотрел всю ночь фильмы, а на уроках спал. С раннего детства Эдкинс попробовал себя в различных видах спорта, однако боевыми искусствами заинтересовался в возрасте десяти лет, оказавшись в местной школе дзюдо, в которой занимались его отец и брат. Несмотря на то, что впоследствии родственники прекратили занятия, для Эдкинса боевые искусства стали сверхценной идеей. Идолизировав таких культовых личностей, как Брюс Ли и Жан-Клод Ван Дамм, он начал усердно тренироваться каждый день и превратил гараж отца в своё собственное додзё со святыней Брюсу Ли, подобно той, что имелась у главного героя фильма «Не отступать и не сдаваться» (1985) с Куртом Маккинни и Ван Даммом в главных ролях. А когда примерно в 13-летнем возрасте его ограбили в автобусе, он стал тренироваться с максимальным усердием, чтобы никогда больше не допустить подобного. В 14 лет он начал обучаться тхэквондо под наставничеством Рона Сергио из Ассоциации тхэквондо Великобритании (англ. Taekwondo Association of Great Britain), а через несколько лет перешёл в кикбоксинг, тренируясь под руководством Энтони Джонса.
О своём спортивном пути, успехах в нём и степени своего мастерства Эдкинс говорит следующее:

Дело в том, что мне не хочется разбивать чары той невероятной лжи, которую выдумывают обо мне, например о наличии у меня «семи чёрных поясов».
Что же до меня [до правды об Эдкинсе], то я начал с дзюдо, когда мне было 10 лет. Прозанимался им пару лет. Я был просто ребёнком, знаете ли, однако дзюдо было [для Эдкинса] замечательным боевым искусством и основой для плавного старта. Многое узнал, научился определённой дисциплинированности, порядочности и всему такому прочему. А затем я перешёл в тхэквондо от британской ассоциации. Чёрного пояса я не добился, получил красный пояс, пояс ниже чёрного, и мы выполняли множество паттернов [они же хён, пумсэ или туль — комплексы тхэквондо из шаблонных, монотонно повторяющихся защитных и атакующих движений, выполняемых в одиночку с воображаемым соперником]. Мне кажется, я попросту дошёл до той стадии, на которой почувствовал: «Ох, я попросту больше не вижу и не могу выполнять все эти паттерны». И я жалею о своём решении, на самом деле мне следовало остаться и добиться чёрного пояса, но я этого не сделал и открыл для себя кикбоксинг. Я занимался им довольно долго, получил чёрный пояс [по кикбоксингу] и стал инструктором в профессиональной ассоциации. Свои 20е годы я провёл в качестве инструктора по кикбоксингу.
Также я прикоснулся к такому искусству, как ушу [оно же кунфу], занимался им немного, в основном для того, чтобы овладеть оружием [то есть традиционными видами оружия ушу] и поворотом бабочки. Не забывайте, что было это до массового развития трюкачества [трюкового направления]. Так что, знаете, это сейчас всё замешано на трюкачестве и вы [без проблем] ходите во все эти [многочисленные] места и обучаетесь сумасшедшим ударам, однако в то время, если вы хотели научиться повороту бабочки, нужно было отправиться в [редкое] место ушу. Тогда бы вы смогли выполнить этот приём, возможно даже научиться выполнять его с двойным переворотом, если повезёт. Сейчас же и вовсе возможно обучиться четверному перевороту или подобным сумасшедшим вещам. Однако в прошлые времена ушу, особенно в Англии, было нишевым. Мне приходилось проезжать весь путь до Бристоля из Бирмингема, занимавший два часа, а затем столько же тратить на поездку обратно. Делал я это по ночам каждый понедельник. Жёстко. Мотивированно.
Также я занимался такими дисциплинами, как крав-мага, капоэйра и различными другими. Начал заниматься гимнастикой, когда мне было 18 лет, достаточно поздно, однако у меня уже имелись навыки выполнения некоторых видов переворотов, как и имелись вредные привычки, которые нужно было перебороть. После этого, конечно же, появились смешанные единоборства, с возникновением которых я начал перекрёстные тренировки [в оригинале — англ. cross training], занятия тайским боксом [он же муай-тай] и джиу-джитсу. Сейчас я хожу тренироваться два раза в неделю в зал смешанных единоборств неподалёку от дома.
Вот почему я занимаюсь единоборствами, но, знаете, ничем особенным я не обладаю. Я не тренировался у каких-либо мастеров кунфу, бывших японских самураев и им подобных. Только в местных условиях в Англии, вкладываясь в работу и регулярно тренируясь на протяжении многих-многих лет.
— Интервью для Martial Arts Action Cinema, 25 августа 2020 года

## Карьера
Во время занятий боевыми искусствами Скотт Эдкинс заинтересовался Голливудом. Он записался в драматический кружок колледжа Саттон-Колдфилда, но не осилил его, не сумев перебороть страх сцены. Будучи застенчивым парнем, он посчитал невероятно трудным выступать на ней перед зрителями: «Я знал, что хотел сделать это, но это пугало меня, словно ад». В возрасте 21 года Эдкинсу предложили место в Академии драматического искусства Уэббера Дугласа. Однако, будучи бедным студентом, он едва сводил концы с концами, и был вынужден уехать, не закончив курс. Находясь в подавленном состоянии от того, что он остался актёром-недоучкой, Эдкинс думал, что это был конец.
Первым прорывным результатом для Эдкинса стало получение роли в гонконгском малобюджетном боевике «Экстремальный вызов» (2001), в который он попал по приглашению главы Гонконгской ассоциации каскадёров Стивена Туна и эксперта по боевому кинематографу Гонконга Бея Логана. Впервые оказавшись на Востоке, он получил возможность немного поработать с одними из ведущих представителей кинематографа Гонконга, включая Юнь Вопхина, Кори Юэня, Саммо Хуна, а также Джеки Чана в комедийных боевиках «Случайный шпион» (2001) и «Медальон» (2003). Также Эдкинс получил небольшие роли в боевиках с Джетом Ли — «Чёрная маска 2: Город масок» (2002) и «Денни цепной пёс» (2005). После этого Эдкинс снялся в скромной по экранному времени роли в комедии «Розовая пантера» (2006) с участием Жана Рено и Джейсона Стейтема.
На телевидении Эдкинсу удалось поучаствовать в небольших ролях в таких сериалах, как «Врачи» (2000), «Мутанты Икс» (2002), «Жителей Ист-Энда» (2003) и «В центре города» (2003), за которыми последовала крупная роль в сериале «Стюардессы» (2004—2005).

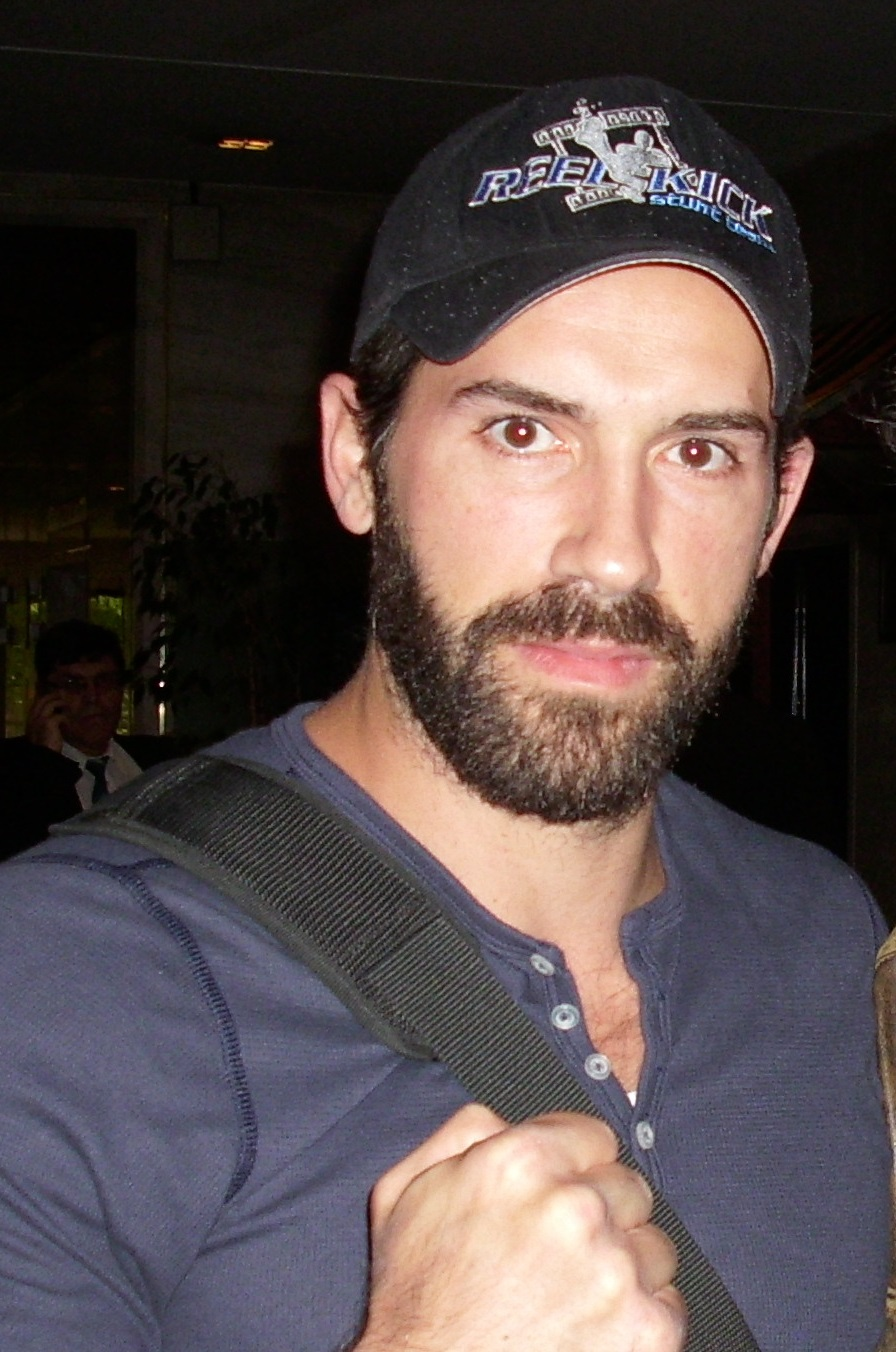
В 2015 году

Настоящим прорывом для Эдкинса стала роль непобедимого тюремного чемпиона по боям без правил по имени Юрий Бойка в малобюджетном боевике «Неоспоримый 2» (2006), в котором главную роль исполнил Майкл Джей Уайт, также выступивший в качестве тренера Эдкинса по боксу. После этого ему удалось получить эпизодические роли в таких крупных проектах, как «Ультиматум Борна» (2007) с Мжттом Деймоном, «Специальное задание» (2008), в котором впервые поработал с кумиром детства Жан-Клодом Ван Даммом, и «Люди Икс: Начало. Росомаха» (2009) с Хью Джекманом и Райаном Рейнольдсом. Вскоре Эдкинс исполнил свою первую главную роль, снявшись в малобюджетном боевике «Ниндзя» (2009), а после вернулся к исполнению роли Юрия Бойки в тюремном боевике «Неоспоримый 3» (2010), в котором его персонаж стал центральным протагонистом, являясь центральным антагонистом в предыдущем фильме. Затем Эдкинс три раза подряд снялся с Ван Даммом, сыграв с ним одни из главных ролей в боевиках «Игры киллеров» (2011) и «Универсальный солдат 4» (2012), а затем и в боевике «Неудержимые 2» (2002) со звёздным актёрским ансамблем, в котором исполнил роль «правой руки» персонажа Ван Дамма, сыгравшего главного злодея. Во время рекламного тура для «Универсальный солдат 4» Эдкинс впервые посетил Москву.
Впоследствии Эдкинс сыграл роль главного антагониста — царя Амфитриона — в фильме «Геракл: Начало легенды» (2014), обернувшегося кассовым провалом, а затем снялся в небольших ролях в таких крупных лентах, как комедия «Братья из Гримсби» (2016) и кинокомикс «Доктор Стрэндж» (2016), ставший одним из самых прибыльных проектов 2016 года. В 2017 году в прокат вышли такие боевики, как «Неоспоримый 4», в котором Эдкинс вернулся к главной роли подпольного бойца Юрия Бойки, и «Наёмник» с участием Майкла Китона, в котором ему досталась второстепенная роль. Наиболее примечательной работой Эдкинса в 2018 году является малобюджетная криминальная комедия «Коллекторы», где он снялся в тандеме с Луисом Мэндилором, сыграв мастера боевых искусств Фрэнча, который с целью решить свои материальные проблемы нанимается коллектором к криминальному авторитету Лос-Анджелеса в исполнении Мэндилора. В 2019 году в прокат вышел отмеченный критиками азиатский псевдобиографический фильм о боевых искусствах «Ип Ман 4: Финал», в котором Эдкинс исполнил роль центрального антагониста, противостоящего главному герою в исполнении Донни Йена. Спустя несколько лет Эдкинс получил самую яркую и нетипичную роль из крупных американских проектов со своим участием, снявшись в боевике «Джон Уик 4» (2023) с Киану Ривзом в главной роли, где сыграл одного из злодеев при помощи утолщающего костюма и пластического грима.

## Фильмография
| Во избежание загромождения и захламления раздела, в нём представлены фильмы и сериалы, которые уже вышли в прокат, а также проекты, которые как минимум находятся на этапе съёмочного периода. |

### Актёр
| Год       |     | Русское название                     | Оригинальное название               | Роль                                                |
| --------- | --- | ------------------------------------ | ----------------------------------- | --------------------------------------------------- |
| 1998      | с   | Зона опасности                       | Dangerfield                         | участник банды в боулинг-клубе (серия «Paths»)      |
| 1999      | с   | В центре города                      | City Central                        | Джейк Клэнтон (серия «Life Liberty and Pursuit»)    |
| 2000      | с   | Врачи                                | Doctors                             | Росс (3 серии)                                      |
| 2001      | ф   | Случайный шпион                      | Te wu mi cheng                      | телохранитель мистера Зена                          |
| 2001      | кор | Чистая месть                         | Pure Vengeance                      | Дэнни                                               |
| 2001      | ф   | Экстремальный вызов                  | Dei seung chui keung                | Айзек Борман                                        |
| 2002      | с   | Мутанты Икс                          | Mutant X                            | Марко (серия «Sign from Above», в титрах не указан) |
| 2002      | ф   | Чёрная маска 2: Город масок          | Black Mask 2: City of Masks         | доктор Лэнг                                         |
| 2003      | с   | Жители Ист-Энда                      | EastEnders                          | Джоэл (6 серий)                                     |
| 2003      | ф   | Американский спецназ                 | Special Forces                      | Толбет                                              |
| 2003      | ф   | Медальон                             | The Medallion                       | приспешник Змееголова                               |
| 2004—2005 | с   | Стюардессы                           | Mile High                           | Эд Расселл (12 серий)                               |
| 2005      | ф   | Денни цепной пёс                     | Unleashed                           | боец в бассейне                                     |
| 2005      | ф   | Питбуль                              | Pit Fighter                         | Нейтан                                              |
| 2005      | с   | Холлиокс: Освобождение               | Hollyoaks: Let Loose                | Райан (2 серии)                                     |
| 2006      | ф   | Розовая пантера                      | The Pink Panther                    | Жакар                                               |
| 2006      | ф   | Неоспоримый 2                        | Undisputed II: Last Man Standing    | Юрий Бойка                                          |
| 2006      | с   | Холби Сити                           | Holby City                          | Брэдли Хьюм (9 серий)                               |
| 2007      | ф   | Ультиматум Борна                     | The Bourne Ultimatum                | агент Кайли                                         |
| 2008      | ф   | Специальное задание                  | The Shepherd: Border Patrol         | Карп                                                |
| 2008      | ф   | Поезд дальше не идёт                 | Stag Night                          | Карл                                                |
| 2009      | ф   | Люди Икс: Начало. Росомаха           | X-Men Origins: Wolverine            | Оружие 11 / Дэдпул                                  |
| 2009      | ф   | Турнир на выживание                  | The Tournament                      | Юрий Петров                                         |
| 2009      | ф   | Ниндзя                               | Ninja                               | Кейси Боумен                                        |
| 2010      | ф   | Неоспоримый 3                        | Undisputed III: Redemption          | Юрий Бойка                                          |
| 2011      | ф   | Игры киллеров                        | Assassination Games                 | Роланд Флинт                                        |
| 2012      | ф   | Гринго                               | El Gringo                           | Гринго                                              |
| 2012      | ф   | Неудержимые 2                        | The Expendables 2                   | Гектор                                              |
| 2012      | ф   | Универсальный солдат 4               | Universal Soldier: Day of Reckoning | Джон                                                |
| 2012—2014 | с   | Военная хроника                      | Metal Hurlant Chronicles            | Гильем (1 серия), Джо (2 серии)                     |
| 2012      | ф   | Цель номер один                      | Zero Dark Thirty                    | Джон                                                |
| 2013      | ф   | Легенды: Гробница дракона            | Legendary: Tomb of the Dragon       | Трэвис Престон                                      |
| 2013      | ф   | Хулиганы 3                           | Green Street 3: Never Back Down     | Дэнни                                               |
| 2013      | ф   | Ниндзя 2                             | Ninja: Shadow of a Tear             | Кейси Боумен                                        |
| 2014      | ф   | Геракл: Начало легенды               | The Legend of Hercules              | царь Амфитрион                                      |
| 2015      | ф   | Война волков                         | 战狼                                | Том Кэт                                             |
| 2015      | ф   | Нулевая терпимость                   | Zero Tolerance                      | Стивен                                              |
| 2015      | ф   | Близкое расстояние                   | Close Range                         | Колтон Макриди                                      |
| 2015      | ф   | Убить заново                         | Re-Kill                             | Трент Паркер                                        |
| 2016      | ф   | Взлом                                | Home Invasion                       | Хефлин                                              |
| 2016      | ф   | Морпехи 3: В осаде                   | Jarhead 3: The Siege                | Ганни Рейнс                                         |
| 2016      | ф   | Братья из Гримсби                    | Grimsby                             | Павел Лукашенко                                     |
| 2016      | ф   | Трудная мишень 2                     | Hard Target 2                       | Уэс «Тюремщик» Бейлор                               |
| 2016      | ф   | Преступник                           | Criminal                            | Пит Гринсливс                                       |
| 2016      | ф   | Ликвидаторы                          | Eliminators                         | Мартин                                              |
| 2016      | ф   | Доктор Стрэндж                       | Doctor Strange                      | Люциан, зилот Кэцилия                               |
| 2017      | ф   | Дикий пёс                            | Savage Dog                          | Мартин Тильман                                      |
| 2017      | ф   | Неоспоримый 4                        | Boyka: Undisputed                   | Юрий Бойка                                          |
| 2017      | ф   | Наёмник                              | American Assassin                   | Виктор                                              |
| 2018      | ф   | Несчастный случай                    | Accident Man                        | Майк Фэллон / Человек-катастрофа                    |
| 2018      | ф   | Коллекторы                           | The Debt Collector                  | Фрэнч                                               |
| 2018      | ф   | Входящий                             | Incoming                            | Райзер                                              |
| 2018      | ф   | Война в Кармузе                      | Karmouz War                         | сумасшедший офицер                                  |
| 2019      | ф   | Похищение                            | Abduction                           | Куинн                                               |
| 2019      | ф   | Тройная угроза                       | Triple Threat                       | Коллинз                                             |
| 2019      | ф   | Британский психопат                  | Avengement                          | Кейн Бёрджесс                                       |
| 2019      | ф   | Ип Ман 4: Финал                      | 葉問4                               | сержант Бартон Геддес                               |
| 2020      | ф   | Коллекторы 2                         | Debt Collectors                     | Фрэнч                                               |
| 2020      | ф   | Наследие лжи                         | Legacy of Lies                      | Мартин                                              |
| 2020      | ф   | Заложник                             | Seized                              | Ниро                                                |
| 2020      | ф   | Жестокое лето                        | Dead Reckoning                      | Марко                                               |
| 2020      | ф   | Макс Клауд                           | Max Cloud                           | Макс Клауд                                          |
| 2021      | ф   | Последний шанс                       | One Shot                            | Джейк Харрис                                        |
| 2021      | ф   | Падение замка                        | Castle Falls                        | Майк                                                |
| 2022      | ф   | Дневная смена                        | Day Shift                           | Диран Назарьян                                      |
| 2022      | ф   | Отдел № 8                            | Section Eight                       | Леонард Локк                                        |
| 2022      | ф   | Несчастный случай: Отпуск хитмана    | Accident Man: Hitman's Holiday      | Майк Фэллон / Человек-катастрофа                    |
| 2023      | ф   | Джон Уик 4                           | John Wick: Chapter 4                | Килла Харкан                                        |
| 2023      | ф   | Куда бы ты ни отправился             | Matrah Matrouh                      | Джозеф                                              |
| 2024      | ф   | Ещё один удар                        | One More Shot                       | Джейк Харрис                                        |
| 2024      | ф   | Тушите свет                          | Lights Out                          | Дон Рихтер                                          |
| 2024      | ф   | Игра киллера                         | The Killer's Game                   | Ангус Маккензи                                      |
| 2024      | ф   | На прицеле                           | Take Cover                          | Сэм Лорд                                            |
| 2025      | ф   | День расплаты                        | Day of Reckoning                    | Кайл Раск                                           |
| 2025      | ф   | Дьявол                               | Diablo                              | Крис Чейни                                          |
| 2025      | ф   | Военнопленный (подготовка к прокату) | Prisoner of War                     | Джеймс Райт                                         |
| 2025      | ф   | Скайлайн 4 (постпроизводство)        | Skyline: Warpath                    | Эрик Корли                                          |
| 2025      | ф   | Безрассудный (постпроизводство)      | Reckless                            | Девон                                               |
| 2026      | ф   | Лакомый кусок (подготовка к прокату) | The Rip                             |                                                     |
| 2026      | ф   | Разрывая укрытие (постпроизводство)  | Breaking Cover                      | Уилл Фишер                                          |

### Другая деятельность
| Год  |   | Русское название                     | Оригинальное название          | Роль                                              |
| ---- | - | ------------------------------------ | ------------------------------ | ------------------------------------------------- |
| 2001 | ф | Случайный шпион                      | Te wu mi cheng                 | каскадёр                                          |
| 2012 | ф | Гринго                               | El Gringo                      | исполнительный продюсер                           |
| 2015 | ф | Близкое расстояние                   | Close Range                    | исполнительный продюсер                           |
| 2017 | ф | Дикий пёс                            | Savage Dog                     | исполнительный продюсер                           |
| 2018 | ф | Несчастный случай                    | Accident Man                   | продюсер, соавтор сюжета и сценария               |
| 2018 | ф | Коллекторы                           | The Debt Collector             | исполнительный продюсер                           |
| 2019 | ф | Похищение                            | Abduction                      | соисполнительный продюсер                         |
| 2019 | ф | Британский психопат                  | Avengement                     | исполнительный продюсер                           |
| 2020 | ф | Наследие лжи                         | Legacy of Lies                 | исполнительный продюсер                           |
| 2020 | ф | Макс Клауд                           | Max Cloud                      | исполнительный продюсер                           |
| 2021 | ф | Падение замка                        | Castle Falls                   | исполнительный продюсер                           |
| 2022 | ф | Отдел № 8                            | Section Eight                  | исполнительный продюсер                           |
| 2022 | ф | Несчастный случай: Отпуск хитмана    | Accident Man: Hitman's Holiday | продюсер, соавтор сюжета, постановщик боевых сцен |
| 2025 | ф | День расплаты                        | Day of Reckoning               | исполнительный продюсер                           |
| 2025 | ф | Дьявол                               | Diablo                         | продюсер, соавтор сюжета                          |
| 2025 | ф | Военнопленный (подготовка к прокату) | Prisoner of War                | продюсер, автор сюжета                            |

## Номинации и награды
- 2010 — Action On Film International Film Festival[англ.] — «Восходящая экшн-звезда» — победа (за фильм «Неоспоримый 3»)
- 2017 — Jackie Chan Action Movie Awards[англ.] — «Лучший актёр боевика» — победа (за фильм «Неоспоримый 4»)
- 2019 — National Film Awards UK[англ.] — «Лучший актёр» — номинация (за фильм «Несчастный случай»[англ.])

## Личная жизнь
У Эдкинса и его жены Лизы двое детей — дочь Кармел Габриелла Эдкинс (род. 9 марта 2011) и сын Джошуа Джек Эдкинс (род. 1 июня 2018).